# Анчовеллы
Анчовеллы (лат. Amblygaster) — род лучепёрых рыб семейства анчоусовых. Эти мелкие пелагические рыбы обитают в тропических водах Тихого и Атлантического океанов, есть морские, солоноватоводные и пресноводные виды. Питаются планктоном и ракообразными. Являются объектом коммерческого промысла.

## Описание
Тело веретенообразное, покрыто циклоидной чешуёй, голова голая. Единственный спинной плавник расположен в середине туловища. Основание анального плавника обычно расположено позади основания спинного плавника. Максимальная длина около 13 см, в среднем не превышают 6—8 см, некоторые виды не более 3 см. Рыло заострённое или притуплённое, у некоторых видов очень короткое. На нижней челюсти имеются мелкие зубы. Жаберные тычинки тонкие, немногочисленные, на первой дуге нижней арке от 14—18 до 35. В анальном плавнике от 10—15 до 11 ветвистых лучей.
Боковая линия отсутствует, на голове имеются развитые сейсмосенсорные каналы. Плавники лишены колючих лучей. Хвостовой плавник выемчатый. Сжатое с боков рыло выступает вперёд; рот крупный, полунижний; задний конец длинной верхнечелюстной кости заходит за край предкрышки. Окраска серебристая, спинка синяя или зеленовато-бурая, у некоторых видов вдоль боков тянется тёмная продольная полоса.
Чешуя легко опадает. Ротовое отверстие очень широкое. Верхнечелюстные кости длинные и тонкие. Зубы обычно выстроены в один ряд. Крупные глаза расположены близко к концу рыла и покрыты снаружи прозрачной кожной плёнкой.

## Классификация
В состав рода включают 17 видов:
- Anchoviella balboae (Jordan & Seale, 1926)
- Anchoviella blackburni Hildebrand, 1943
- Anchoviella brevirostris (Günther, 1868)
- Anchoviella cayennensis (Puyo, 1946)
- Anchoviella elongata (Meek & Hildebrand, 1923)
- Anchoviella guianensis (Eigenmann, 1912)
- Anchoviella lepidentostole (Fowler, 1911) — Полосатая анчовелла, или суринамская анчовелла
- Anchoviella manamensis Cervigón, 1982
- Anchoviella nattereri (Steindachner, 1879)
- Anchoviella perezi Cervigón, 1987
- Anchoviella perfasciata (Poey, 1860) — Плоская анчовелла